# Paul Worm
Paul Ernst Worm (* 13. Februar 1893 in Russenau, Kreis Marienwerder; † 7. April 1946 in Bautzen) war ein deutscher Polizeioffizier, zuletzt SS-Brigadeführer und Generalmajor der Polizei.

## Leben
Worm trat nach seiner Schulzeit 1912 in das 2. Ermländische Infanterie-Regiment Nr. 151 ein, besuchte die Kriegsschule und nahm am Ersten Weltkrieg teil, zuletzt ab Mai 1915 als Flugzeugbeobachter bei der Feldfliegerabteilung 37. Ende April 1919 schied Worm aus der Armee aus. Von Mai bis Oktober 1919 gehörte er einem Freikorps an, anschließend bis 1921 dem Deutschvölkischen Schutz- und Trutzbund. Im Oktober 1919 trat er in den Polizeidienst ein und war während der Weimarer Republik in Preußen zunächst als Hundertschaftsführer der Schutzpolizei an unterschiedlichen Dienstorten, ab 1927 als Reviervorsteher bei der Polizeiverwaltung in Berlin und ab 1931 als Polizeifachlehrer tätig.
Zur Zeit des Nationalsozialismus war Worm von Mitte April 1934 bis Ende Mai 1935 Verbindungsoffizier der Landespolizei zur Regierung Gumbinnen. Von Ende Juni 1936 bis Mitte März 1938 fungierte er im Preußischen Ministerium des Inneren als Referent und leitete die Gruppe Schutzpolizei im Personalamt beim Stab des Chefs der Ordnungspolizei. Worm, der bereits Anfang Dezember 1932 der NSDAP (Mitgliedsnummer 1.410.685) beigetreten war, trat 1938 auch der SS bei (SS-Nr. 307.789) und wurde dem Stab des SS-Oberabschnitts Südwest zugeteilt. Von Ende März 1938 bis Ende April 1939 war er Kommandeur der Sicherheitspolizei in Stuttgart und danach infolge des Anschlusses von Österreich an das nationalsozialistische Deutsche Reich in gleicher Funktion in Wien. Von Ende Mai 1939 bis Mitte Februar 1940 war er Kommandeur des Polizeiregiments 2 Mähren.
Vom 25. Oktober 1941 bis zum 24. Juni 1942 war Worm im deutsch besetzten Polen Kommandeur der Ordnungspolizei im Distrikt Radom des sogenannten Generalgouvernements, wo ihm das Polizeiregiment 24 Radom unterstand. In dieser Funktion war er tief in die NS-Judenverfolgung verstrickt. Im Zuge der vom 24. Dezember 1941 bis 7. Januar 1942 durchgeführten „Pelzaktion“, während der die ortsansässige jüdische Bevölkerung zur Abgabe aller Pelze an die deutschen Besatzer gezwungen wurde, führte Worm folgendes schriftlich aus: „Falls nach dem 7.1.1942 bei Juden noch Pelzmäntel, Pelze oder Felle vorgefunden werden, werden die Betroffenen und die Judenräte erschossen“. Ab Sommer 1941 war er zudem Kommandeur des Polizeiregiments Lemberg. Im Juli 1942 wurde er Kommandeur des Polizeiregiments Mitte (13). Das Polizeiregiment 13 (auch Kampfgruppe Worm) nahm unter der Führung der Kampfgruppe von Gottberg von Mitte Januar 1943 an für drei Wochen an den Unternehmen Erntefest I und II im deutsch besetzten Weißrussland teil, die im Zuge des Kampfes gegen Partisanen (NS-Jargon „Bandenkampf“) durchgeführt wurden. Im Rahmen dieser beiden Aktionen kam es auch zu Kriegsverbrechen gegen die Zivilbevölkerung, so wurde unter anderem die gesamte Dorfbevölkerung von Wolosatsch, insgesamt 106 Männer, Frauen und Kinder ermordet.  Anfang Mai 1944 wurde er zum SS-Brigadeführer und Generalmajor der Polizei befördert, die höchsten Ränge innerhalb SS und Polizei, die er erreichte. Anfang September 1944 wurde er in den Ruhestand verabschiedet.
Nach Kriegsende befand sich Worm in sowjetischer Internierung, er starb im April 1946 im  Speziallager Bautzen.

## Auszeichnungen (Auswahl)
| Worms SS- und Polizeiränge im Zweiten Weltkrieg | Worms SS- und Polizeiränge im Zweiten Weltkrieg |
| Datum                                           | Rang                                            |
| ----------------------------------------------- | ----------------------------------------------- |
| Oktober 1940                                    | Oberst der Schutzpolizei                        |
| November 1940                                   | SS-Standartenführer                             |
| November 1943                                   | SS-Oberführer                                   |
| Oktober 1940                                    | Generalmajor der Polizei                        |
| Mai 1944                                        | SS-Brigadeführer und Generalmajor der Polizei   |

- Eisernes Kreuz (1914) II. Klasse und I. Klasse jeweils mit Spange (1942 bzw. 1943)
- Sächsisches Ritterkreuz 1. Klasse des Albrechts-Ordens  mit Krone und Schwertern (1917)
- Kriegsverdienstkreuz I. (1942) und II. Klasse (1941) mit Schwerten
- Ungarische Ehrenmedaille des Weltkrieges 1914–1918 mit Schwertern
- Österreichische Ehrenmedaille des Weltkrieges 19141918 mit Schwertern
- Bulgarische Ehrenmedaille des Weltkrieges 1914–1918 mit Schwertern
- Ehrenkreuz des Weltkrieges 1914–1918 mit Schwertern (1934)